# Ла-Вікторія (Техас)
Ла-Вікторія (англ. La Victoria) — переписна місцевість (CDP) в США, в окрузі Старр штату Техас. Населення — 176 осіб (2020).

## Географія
Ла-Вікторія розташована за координатами 26°20′52″ пн. ш. 98°37′46″ зх. д. / 26.34778° пн. ш. 98.62944° зх. д. (26.347791, -98.629488).  За даними Бюро перепису населення США в 2010 році переписна місцевість мала площу 0,79 км², уся площа — суходіл.

## Демографія
Згідно з переписом 2010 року, у переписній місцевості мешкала 171 особа в 52 домогосподарствах у складі 42 родин. Густота населення становила 217 осіб/км².  Було 54 помешкання (68/км²).
Расовий склад населення:
| - 98,8 % — білих |

До двох чи більше рас належало 1,2 %. Частка іспаномовних становила 97,1 % від усіх жителів.
За віковим діапазоном населення розподілялося таким чином: 25,7 % — особи молодші 18 років, 60,3 % — особи у віці 18—64 років, 14,0 % — особи у віці 65 років та старші. Медіана віку мешканця становила 31,8 року. На 100 осіб жіночої статі у переписній місцевості припадало 92,1 чоловіків;  на 100 жінок у віці від 18 років та старших — 92,4 чоловіків також старших 18 років.
Середній дохід на одне домашнє господарство  становив 51 048 доларів США (медіана — 58 393), а середній дохід на одну сім'ю — 51 048 доларів (медіана — 58 393). 
Цивільне працевлаштоване населення становило 26 осіб. Основні галузі зайнятості: роздрібна торгівля — 69,2 %, освіта, охорона здоров'я та соціальна допомога — 30,8 %.